# Hwangbo
Hwangbo Hye-jeong (en hangul, 황보혜정; Seúl, 16 de agosto de 1980), conocida simplemente como Hwangbo, es una cantante y rapera surcoreana. Ganó fama como líder y rapera principal del grupo femenino Chakra. En 2009, se convirtió en la primera artista de Asia en encabezar una lista musical en Europa con su canción «R2song».

## Carrera

### 1999-2006: Bros y Chakra
Hwangbo comenzó su carrera en 1999 como rapera del grupo Bros. Luego se unió a Chakra junto a Eani, Eun y Jung Ryeo-won en el 2000. El grupo lanzó cuatro álbumes, y el último, Tomato, se lanzó en 2003. Eani y Ryeowon abandonaron el grupo en 2004, dejando a Chakra con tres miembros. El grupo se disolvió en 2006. Posteriormente, Hwangbo apareció con frecuencia en varios programas de variedades, incluyendo en X-Man y Love Letter de SBS.

### 2006-2007: Contrato con Fantom Entertainment Korea,Lady in Blacky cambio de imagen
Después de la disolución de Chakra, Hwangbo no renovó su contrato con Kiss Entertainment y firmó un contrato con Fantom Entertainment Korea.[cita requerida]
El 6 de marzo de 2017, Hwangbo lanzó su álbum debut en solitario titulado, Lady in Black Vol.1. El sencillo principal «Even My Tears Are Sorry» marcó un cambio de imagen, ya que era una balada. Durante el verano de ese mismo año también promocionó la canción «Shall We Date».  
En 2008 se unió al elenco de la primera temporada de Infinite Girls, una versión femenina de Infinite Challenge, transmitida por MBC Every 1.     
En mayo de 2008, Hwangbo se unió al reality show We Got Married, donde se emparejó con el líder de SS501 Kim Hyun Joong. Debido a conflicto de programación, Kim Hyun Joong y Hwangbo hicieron su salida oficial del espectáculo el 14 de diciembre de 2008. Habiendo ganado una gran popularidad a través de su matrimonio ficticio, ganó junto a Kim Hyun Joong el premio MBC Entertainment Awards en la categoría «Mejor pareja del año». Al mismo tiempo, su popularidad internacional aumentó. 
En septiembre del 2008, lanzó el sencillo digital «Gift for Him» con la canción principal «Getting Hot». El baile se hizo muy popular entre el público coreano, lo cual originó la ola del género Tecktonik.
También lanzó otra canción titulada «Madurar» como parte del lanzamiento de Gift for Him.
Ese mismo año ganó la categoría a la mejor bailarina en los Korean Entertainment Arts Awards.
En abril de 2009, Hwangbo lanzó el sencillo digital «Words I Can't Believe», una nueva versión de la canción «STAY».
El 18 de agosto de 2009, lanzó en corea el sencillo digital titulado «R2song». La pista fue lanzada primero el 7 de agosto de 2009 en el Reino Unido, ocupando el puesto número 1 de Junodownload en Inglaterra. Esta fue la primera vez que un artista asiático logró encabezar una lista musical y lograr popularidad en Europa, lo que fue considerado una hazaña por los medios asiáticos. El sencillo tuvo éxito en Corea, ocupando el puesto número 1 en la cuenta de "Mnet". También fue catalogado por los mejores DJs de Europa como el tema número uno en el catálogo de baile.
Continuó apareciendo en varios programas de televisión como Nodaji, Finding Delicious y Human Mentor. 
En 2010, fue una de las cinco MC de Midnight Idols junto con Kim Hyung Jun de SS501, Kim Chang Ryul, Eun Ji-won y Kim Sung-soo de Cool.
En octubre del 2010 fue lanzado su último sencillo digital «I'm Still Beautiful». Este sencillo ha marcado la pausa de su carrera como cantante solista durante 11 años.
En 2011, Hwangbo fue certificada oficialmente "Estrella Hallyu" (estrella de ola coreana) cuando los fanes de 14 países enviaron donaciones de arroz provenientes de Estados Unidos, Canadá, Europa, Austria, Portugal, Catar, Filipinas, Malasia, Indonesia, Singapur, Tailandia, Taiwán, Corea del Sur y Japón.

## Discografía

### Trabajo en solitario
| Año  | Información | Lista de canciones |
| ---- | --- | --- |
| 2007 | Lady in Black - Tipo: Álbum - Lanzado en Corea - Lanzamiento: 3 de marzo de 2007                                                       | 01. Prologue 02. Alone 03. 연애할까요 04. 아픈 말 05. Chance 06. 겨울 07. 사랑이 변하니 08. 눈물도 미안해서 09. 거품 10. 부탁해 11. It Girl 12. 소매 13. Goodbye |
| 2008 | Gift For Him - Tipo: Sencillo digital - Lanzado en Corea - Lanzamiento: 3 de julio de 2008                                             | 01. 뜨거워져 (Original Ver.) 02. 뜨거워져 (DJ Koo(구준엽) Remix Ver.) 03. 성숙 04. 성숙 (MR)                                                                     |
| 2008 | Sang Sang - Tipo: Sencillo digital - Sencillo con Muhan Girls/Infinite Girls - Lanzado en Corea - Lanzamiento: 13 de noviembre de 2008 | 01. Imagine |
| 2009 | Words I Can't Believe - Tipo: Sencillo digital - Lanzado en Corea - Lanzamiento: 20 de abril de 2009                                   | 01 믿을 수 없는 말 02 믿을 수 없는 말 (Inst.) |
| 2009 | R2song - Tipo: Miniálbum - Lanzado en Corea - Lanzamiento: 18 de agosto de 2009                                                        | 01. R2song 02. R2song (Postino Oriental Mix) 03. 뜨거워져 04. 뜨거워져 (Dj Koo(구준엽) Remix Ver) 05. 성숙 06. 믿을 수 없는 말                                   |
| 2010 | I'm Still Beautiful (아직 난 예쁘다) - Tipo: Sencillo digital - Lanzado en Corea - Lanzamiento: 29 de octubre de 2010                  | 01. 아직 난 예쁘다 02. 아직 난 예쁘다 (MR) |

### Sencillos
- Sorry For The Tears
- Getting hot
- R2song
- I'm Still Beautiful

## Filmografía

### Películas
- Emergency Act 19 (2002) (cameo)
- Love of South and North (2003)
- Goodbye for Just Awhile (2004)

### Dramas y comedias
- Can Love Become Money (MBN, 2012)
- Reply 1999 (TVN, 2012) (cameo)
- Oh My God (SBS, 2011)
- What Women Want (MBC, 2004)
- Ireland (MBC, 2004) (cameo)
- Nonstop 2 (MBC, 2001) (cameo)

### Programas de variedades
- Match made in heaven (강호동의 천생연분) (MBC, 2002–2003)
- Achieve the Goal Saturday (MBC, 2002)
- Who Who (MBC, 2003)
- X-Man (SBS, 2004-7
- Love Letter, SBS, 2005–2006
- Haja! GO (하자!GO), SBS, 2007
- Make It Beauty (SBS MTV, 2007)
- Infinity Girls, 2008
- We Got Married, MBC, 2008
- Idol Show, MBC, 2008
- Nodaji, 2009
- Finding Delicious, 2009
- Human Mentor (어깨동무), 2010
- Midnight Idols (오밤아), MBC, 2010
- Infinity Girls 3, 2010–2013
- My Successful Business, 2011
- King of Mask Singer, participó como "Doctor Fish, a Complete Cure Fairy", ep. 103
- Legend of God of Music 2 (2016)
- Battle Trip (배틀 트립) (KBS2, 2017) participó con JeA, eps. 50–51
- Knowing Bros (JTBC, 2018) invitada ep. 128

### Musicales
- Nun Sensation (2011–2012)

### Apariciones en vídeos musicales
- CL – Another Day
- JnC – But (2004)
- Compassion – Because of Love (2009)

## Reuniones de fanes
- Asia Fan Meeting (2010)
- Japan First Fanmeeting in Tokyo (2015)
- Hwang Bo Japan Fan Meeting (2017)